# Zhao Erfeng
Zhao Erfeng (1845-1911), nombre de cortesía Jihe, fue un funcionario tardío de la dinastía Qing y abanderado chino Han que pertenecía al Estandarte Azul Plano. Fue asistente amban en el Tíbet en Chamdo en Kham (este del Tíbet). Fue nombrado en marzo de 1908 bajo el mando de Lien Yu, el principal amban de Lhasa. Ex director general del Ferrocarril Sichuan-Hubei y virrey interino de la provincia de Sichuan, Zhao fue un general chino muy difamado de la era imperial tardía que dirigió campañas militares en todo Kham, ganándose el apodo de "el Carnicero de Kham" y "Zhao el Carnicero".

## Amban de Tibet
Zhao Erfeng aplastó a los lamas tibetanos y sus monasterios en la rebelión tibetana de 1905 en Yunnan y Sichuan, luego aplastó a los rebeldes en el asedio de Chantreng (ahora condado de Xiangcheng, Sichuan) que duró de 1905 a 1906. Los lamas tibetanos se habían rebelado contra el gobierno Qing, matando a funcionarios del gobierno chino, misioneros cristianos católicos occidentales y cristianos nativos conversos, ya que la secta budista tibetana Gelug Sombrero Amarillo sospechaba del éxito de los misioneros cristianos.
Zhao Erfeng extendió el dominio chino a Kham y fue nombrado Amban en 1908. Inicialmente trabajó con el decimotercer Dalai Lama, que había regresado después de huir de la expedición británica al Tíbet. Pero en 1909, no estaban de acuerdo entre sí y Zhao Erfeng obligó al Dalai Lama al exilio. El Dalai Lama fue instalado en el palacio y monasterio de Potala en medio de manifestaciones populares. El gobernante, a quien se le otorgó nuevamente el poder civil al frente de su jerarquía, perdonó a todos los tibetanos que habían prestado juramento de lealtad al coronel Francis Younghusband, el líder de la expedición británica. Las cosas fueron bien durante un mes hasta que el lama protestó ante los chinos encargados de los asuntos militares por los excesos de las tropas chinas en la frontera de Sichuan, donde estaban saqueando los monasterios y matando a los monjes. Esta protesta sirvió para agitar toda la cuestión del estatus del Tíbet. El Amban declaró que era una provincia china y dijo que trataría con los rebeldes como le placiera.

Surgieron otras cuestiones de autoridad y finalmente el Amban envió órdenes a 500 soldados chinos que estaban acampados en las afueras de la capital, Lhasa.
En 1910, la dinastía manchú Ch'ing "extranjera" de China, en un espasmo de agresión en decadencia, había enviado dos mil soldados al mando del general Chao Er-feng a través de la frontera hacia el Tíbet. Cuando llegaron a Lhasa, dispararon contra la multitud que había acudido a recibirlos. El 12 de febrero, el decimotercero Dalai Lama huyó hacia la India perseguido por doscientos soldados de caballería chinos y cabalgó hasta Phari y luego Yatung en el valle de Chumbi, donde recibió protección en la Agencia de Comercio...

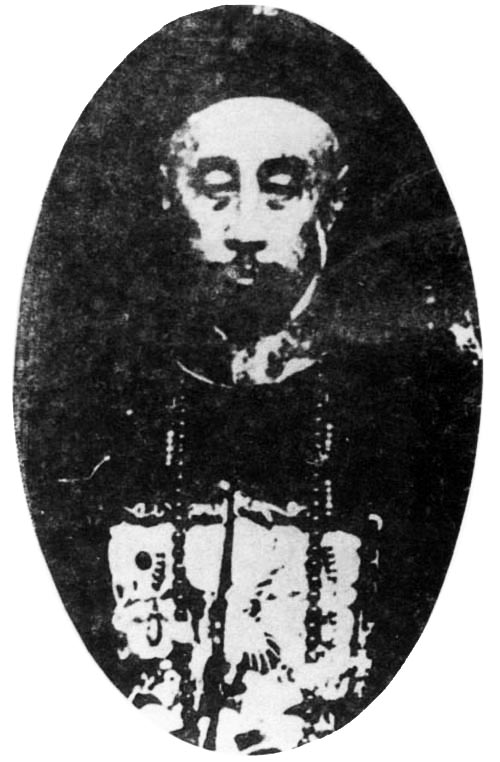

Unas pocas compañías compuestas por seguidores del Dalai Lama fueron rápidamente alistadas bajo el nombre de "soldados dorados". Intentaron resistir a los soldados chinos, pero, al estar mal armados, fueron rápidamente abrumados. Mientras tanto, el Dalai Lama, con tres de sus ministros y sesenta sirvientes, huyeron por una puerta en la parte trasera del recinto del palacio y fueron atacados cuando escapaban por la ciudad.
En enero de 1908 se pagó a Gran Bretaña el último plazo de la indemnización tibetana y el valle de Chumbi fue evacuado. El Dalai Lama fue convocado entonces a Pekín, donde obtuvo la autoridad imperial para reanudar su administración en lugar de los gobernadores provisionales nombrados como resultado de la misión británica. Retuvo en sus cargos a los altos funcionarios entonces nombrados y perdonó a todos los tibetanos que habían ayudado a la misión. Pero en 1909 se enviaron tropas chinas a operar en la frontera de Sichuan contra ciertos lamas insurgentes, a quienes trataron con severidad. Cuando el Dalai Lama intentó dar órdenes de que cesaran, el amban chino en Lhasa cuestionó su autoridad y convocó a las tropas chinas para que entraran en la ciudad. Así lo hicieron, y el Dalai Lama huyó a la India en febrero de 1910, permaneciendo en Darjeeling. Las tropas chinas lo siguieron hasta la frontera y fue depuesto por decreto imperial.
Un ex soldado tibetano de Khampa llamado Aten contó recuerdos tibetanos de Zhao, llamándolo "Carnicero Feng", afirmando que él: arrasó el monasterio de Batang, ordenó que las tropas utilizaran textos sagrados como calzado y asesinó en masa a tibetanos.

## Captura y muerte
En 1911, Zhao Erfeng, entonces virrey de Sichuan, se enfrentó a una rebelión en Sichuan. En mayo de 1911, los funcionarios Qing aceptaron las demandas europeas de rescindir la propiedad de la provincia de Sichuan de una concesión ferroviaria y la vendieron a un consorcio europeo. La venta enfureció a la nobleza y a los comerciantes de Sichuan, quienes perdieron considerables inversiones y dieron lugar a la formación de un amplio movimiento de oposición, el Movimiento de Recuperación del Ferrocarril de Sichuan.
El 7 de septiembre de 1911, Zhao ordenó el arresto de Pu Diajun (líder del movimiento y presidente de la asamblea constitucional de Sichuan), Luo Lun (presidente de la asamblea estudiantil de Sichuan) y otros.  En una protesta el 8 de septiembre de 1911, Zhao ordenó a los soldados disparar contra los manifestantes, lo cual hicieron, matando a 26 personas durante el Incidente Sangriento de Chengdu.

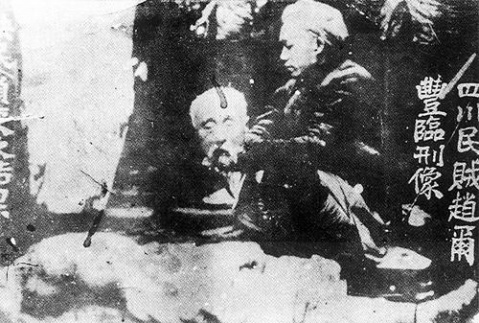
Republicano revolucionario decapitando a Zhao. Orden de Yin Changheng.

Las autoridades cerraron las puertas de la ciudad de Chengdu y las pusieron fuertemente vigiladas.  Los manifestantes crearon "telegramas de agua" grabando un mensaje en tablas aceitadas, que fueron sacadas de contrabando y flotadas río abajo:
El carnicero Zhao arrestó a Pu y Luo,
Luego masacró al pueblo de Sichuan.

¡En todos los lugares, amigos, levántense, salven y protejan su tierra!
Los combatientes de la oposición, compuestos principalmente por militantes Gelaohui, sitiaron Chengdu. El 18 y 19 de septiembre, los modernizados soldados del Nuevo Ejército de Zhao, armados con armas de repetición y artillería, hicieron retroceder el asedio. Los combates continuaron en la zona durante dos meses.
Zhao convocó tropas de Wuchang, lo que llevó a los rebeldes allí a verlo como una oportunidad para rebelarse. Este fue el trasfondo del Levantamiento de Wuchang, el inicio oficial de la Revolución China de 1911, y el desvío de tropas a Sichuan fue un factor importante en su éxito.
Después de luchar contra los rebeldes el 22 de diciembre de 1911, Zhao fue capturado y decapitado por las fuerzas revolucionarias republicanas chinas que tenían la intención de derrocar a la dinastía Qing.
Antes de su muerte, Zhao intentó convocar a las tropas fronterizas Qing en la frontera entre Sichuan y el Tíbet en Chengdu. Él mismo, por otra parte, hizo concesiones a las fuerzas republicanas como si fuera a ceder su poder sin violencia. Cuando el refuerzo Qing de Ya'an se acercó a Chengdu, el jefe de las fuerzas republicanas, Yin Changheng, ordenó la ejecución de Zhao en el Edificio Mingyuan.
Zhao Erfeng era el hermano menor de Zhao Erxun, quien también fue una figura importante en los últimos años del Imperio Qing.

## Controversias militares
El gobierno despiadado de Zhao fue criticado por las generaciones posteriores. Desempeñó un papel antagónico durante el Movimiento de Protección Ferroviaria y la rebelión Miao en Yongning. Como en el Tíbet, masacró a civiles desarmados. Tanto la República de China como la República Popular de China tuvieron comentarios oficiales bastante negativos sobre Zhao Erfeng, nombrándolo carnicero y maníaco homicida.

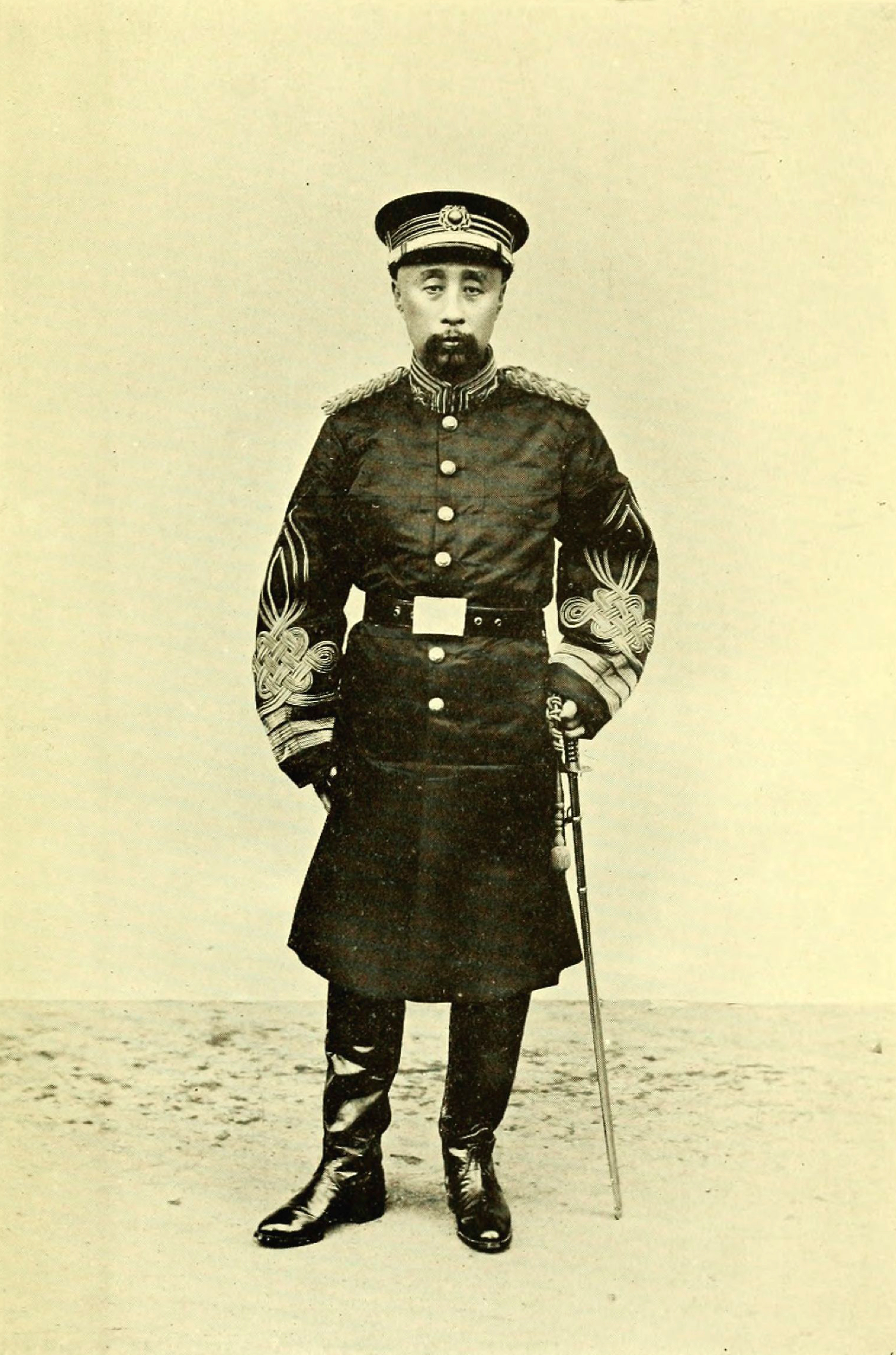
Zhao Erfeng.

La convicción personal de Zhao era transformar la región de Kham en una provincia administrada directamente por el gobierno central. Planeaba unificar Sichuan, Kham y Ü-Tsang en un único distrito administrativo para contrarrestar la influencia británica en la región así como en el Dalai Lama.. En Kham, Zhao empleó la burocratización de los oficiales nativos, más comúnmente conocidos por su nombre chino de kai-t'u kuei-liu, que fue una política llevada a cabo por las dinastías Ming posteriores y Qing privando a los jefes nativos locales, o t'u. -ssŭ de su poder político. En consecuencia, se implementó la eliminación de los gobernantes nativos tibetanos en Batang y Litang.
 Al final de su campaña tibetana, China pudo apoderarse de la región de Kham. Sin embargo, el control establecido por Zhao fue sólo temporal. Después de la caída de la dinastía Qing, los tibetanos recuperaron el control de la mayoría de las tierras conquistadas por Zhao Erfeng. En 1912, tras la muerte de Zhao, las tropas chinas fueron retiradas del Tíbet ante una rebelión tibetana.
Algunos historiadores consideran los años tibetanos de Zhao como el primer intento chino de asimilar el Tíbet a una provincia china regular. Esto significa una remoción de la clase clerical tibetana de su estatus poderoso y una colonización Han de-facto del Tíbet.
Las consecuencias de la expedición tibetana de Zhao hicieron que la región de Kham se convirtiera en un centro del nacionalismo tibetano. En los años siguientes, el intento de Lhasa de unificar Amdo, Kham y Ü-Tsang en un gran Tíbet se estancó debido a la demanda de Kham de más poder en el régimen tibetano.